# European Coaster Club
Pour les articles homonymes, voir ECC.
Le European Coaster Club ou ECC (en français, Club européen des montagnes russes) est une association originaire du Royaume-Uni cherchant à mettre en contact les amateurs de parcs d'attractions, de montagnes russes et de grands huit au travers d'un magazine, de voyages et de réductions dans les parcs. Elle édite le magazine First Drop.